# Makoto Yamazaki
Makoto Yamazaki (født 31. oktober 1970) er en tidligere japansk fodboldspiller.
Han har spillet for flere forskellige klubber i sin karriere, herunder Urawa Reds.